# Harrogate Town Association Football Club
El Harrogate Town Association Football Club es un club de fútbol de Inglaterra de la ciudad de Harrogate en Yorkshire del Norte. Jugó su primer partido el 30 de agosto de 1919 y actualmente juega en la Football League Two

## Historia

### Formación del club y primeros años
El club fue fundado en el año 1914 pero debido a la Primera Guerra Mundial todos los juegos de esa temporada se cancelaron, el equipo tendría su primer encuentro el 5 de septiembre en Bishop Auckland pero dos horas antes se anunció que no jugarían porque la mayoría de jugadores se habían unido a la guerra.
Después de la guerra el Harrogate AFC se formó el 1919 para jugar en la West Riding League. El primer partido del equipo fue el 30 de agosto de 1919 terminó 1-0 contra el Horsforth. En esa temporada el Harrogate AFC ganó la Whitworth Cup.
En la temporada 1920-21 el equipo se unió a la Yorkshire League, pero continuó jugando en la West Riding League. El primer trofeo del equipo fue la West Riding County Challenge Cup, en 1925, tras vencer 3-1 al Fryston Colliery FC.
El equipo en la temporada 1931-32 hasta el año 1935 que reapareció bajo el nombre de Harrogate Hotspurs. El equipo jugó en la West Riding League hasta el estallido de la Segunda Guerra Mundial cuando el retornó a la Yorkshire League.
En el año 1948 el equipo adopta el nombre de Harrogate Town y gana la County Cup en la temporada 1962-63. En la década de 1970 el equipo tuvo grandes actuaciones ganando de nuevo la County Cup en 1973.

### 1980 - 2009
Town fue el último ganador de la segunda división de la Yorkshire League, antes de que está conformara Northern County East League. Durante este periodo el club se enfocó en mejorar las instalaciones de entrenamiento y juego. El equipo también se unió a la UniBond League.
En la temporada 2001-02 el equipo ganó la primera división de la UniBond League tras 15 temporadas de pertenecer a ella. El primer partido de la FA Cup se jugó en 2002-03 en un partido por la primera ronda que terminó 1-5 ante el Farnborough FC. Un quinto puesto en la UniBond League en la temporada 2003-04 le permitió al club unirse a la recién creada Conference North Football League para la temporada 2004-05.
En su primera temporada el equipo consiguió un 6º lugar. En la temporada 2005-06 el equipo consiguió llegar de nuevo a la primera ronda de la FA Cup que lo enfrentó al Torquay United FC empatando 1-1 en el primer partido y 0-0 en el replay, serie que terminó en derrota tras la tanda de penaltis. En esta temporada el equipo también jugó la semifinal de la promoción de la Coference North ante el Stafford Rangers FC en un partido que terminó en una derrota 0-1.

### Era Weaver
Con Simon Weaver a cargo y con un presupuesto muy restringido el equipo quedó en posición de descenso en la temporada 2009-10, pero al haber varios clubes en bancarrota el equipo recibió un indulto. Tras una fuerte lucha durante la temporada 2010-11el equipo consiguió terminar 12º.
En 2012-13 el equipo logró llegar a segunda ronda de la FA Cup, tras derrotar al Torquay United FC en la primera ronda, quedando eliminado en tanda de penaltis contra el Middlesbrough FC.

### Historia reciente
En la temporada 2015-16 el equipo consiguió el 4º lugar en la clasificación, pero no tuvo éxito en las semifinales de la promoción, siendo eliminado por el AFC Fylde con un 1-2 en el global de la serie.
Hacia el final de la temporada 2016-17, en la que el club terminó en el puesto 11º, se anunció al Harrogate Town como club profesional de tiempo completo desde el inicio de la temporada 2017-18. Tras conseguir un 2º lugar en la clasificación 2017-18, el equipo conseguiría el ascenso a la National League venciendo 2-1 al Chorley FC en las semifinales de la promoción y 3-0 al Brackley Town FC en la final.
En su primera temporada en la National League terminó en 6° lugar en la liga, consiguiendo un puesto en los partidos por la promoción donde caería 1-3 ante el AFC Fylde en el primer partido y perdiendo así las posibilidades de ascenso.
En la temporada 2019-20 el club terminó en 2° lugar en la liga, calificando para los playoffs de ascenso. En la semifinal, vencieron a Boreham Wood por 1 a 0. El 2 de agosto de 2020, en el Estadio de Wembley, el club se enfrentó al Notts County en la final y ganó 3 a 1, ascendiendo a la Football League por primera vez en su historia.